# Cmentarz żydowski w Gorzowie Śląskim
Cmentarz żydowski w Gorzowie Śląskim – kirkut powstał w pierwszej połowie XIX wieku. Mieści się przy obecnej ul. Moniuszki. W czasie II wojny światowej został zdewastowany przez nazistów. Po 1945 macewy z cmentarza zostały rozkradzione. Zachowały się tylko dwa nagrobki. Teren cmentarza jest ogrodzony i jest pod opieką zespołu szkół.